# Alfred Tonello
Alfred Tonello (París, 11 de marzo de 1929 - Bondy, 21 de diciembre de 1996) fue un ciclista francés, que fue profesional entre 1953 y 1958.
El 1952 tomó parte a los Juegos Olímpicos de Helsinki de 1952, donde ganó la medalla de bronce de la contrarreloj por equipos, junto a Jacques Anquetil y Claude Rouer.

## Palmarés
- 1952 (amateur)
  - Medalla de bronce en la contrarreloj por equipos de los Juegos Olímpicos 
  - 1º en el Tour de l'Ille de France y vencedor de una etapa
- 1953
  - 1º en el Tour del Oise y vencedor de una etapa
- 1954
  - 1º en Riom
- 1956
  - Vencedor de una etapa en la Vuelta en Cataluña[2]

### Resultados en el Tour de Francia
- 1953. 49.º de la clasificación general
- 1954. 58.º de la clasificación general